# Gnadendorf
Gnadendorf je obec v okrese Mistelbach v Dolních Rakousích. Žije zde přibližně 1 100 obyvatel.

## Geografie
Gnadendorf leží v údolí řeky Zaya na severním okraji Leiser Berge ve Weinviertelu (vinné čtvrti), asi 15 kilometrů západně od Mistelbachu. Plocha obce je 48,25 kilometrů čtverečních a 32,95 % je zalesněno.
Na území obce je nejvyšší vrch Weinviertelu, Buschberg (491 m), který je zdaleka viditelný podle postaveného radiolokátoru.

### Členění obce
Obec sestává ze sedmi katastrálních území:
- Eichenbrunn
- Gnadendorf
- Ödenkirchenwald
- Pyhra
- Röhrabrunn
- Wenzersdorf
- Zwentendorf

## Historie
V roce 2000 byl odkryt hrob uherského jezdce, válečníka ve stáří 14 až 18 roků. Dvě nezávislá radio-uhlíková měření určila stáří hrobu na 1000 našeho letopočtu.

### Eichenbrunn
Dne 14. srpna 2006 byla zahájena přestavba Laaerské silnice přes Eichenbrunn. Do jednoho roku, dne 20. září byla otevřena.

### Vývoj počtu obyvatel
V roce 1971 žilo v obci 1401 obyvatel, 1981 1230, 1991 1203, 2001 1175 a ke dni 1. dubna 2009 měla obec 1166 obyvatel.

## Politika
Starostou obce je Franz Schmidt, vedoucím kanceláře Richard Pelzelmayer.
Při obecních volbách konaných 6. března 2005 bylo 19 křesel obsazeno podle získaných mandátů: (ÖVP) 16 a (SPÖ) 3.

## Hospodářství a infrastruktura
Nezemědělských pracovišť bylo v roce 2001 42, zemědělských a lesnických pracovišť v roce 1999 bylo 114. Počet výdělečně činných osob v místě bydliště činil v roce 2001 509, tj. 44,34 %.